# 澳大利亞職業足球聯賽
澳洲職業足球聯賽（英語：A-League Men）是澳大利亞全國性的職業足球聯賽，為澳洲足球協會於2005年創建的新聯賽，取代了舊的全國足球聯賽。澳大利亞足協希望借職業足球聯賽使澳大利亞足球水平得到提升。
2005年8月26日聯賽正式開幕。現代汽車股份有限公司為聯賽贊助商。聯賽現時共有十三支球隊，當中十一隊來自澳大利亞的城市，而兩隊則來自紐西蘭（參見下表）。第一個賽季平均每場吸引 11,281 位觀眾。2006年3月4日季後賽決賽結束。FC悉尼 1–0 戰勝了中岸水手。

## 聯賽條例
常規賽為循環積分賽，一共每個隊有 33 場 （三循環比賽），頭6名球隊會晉級至季後賽，季後賽冠軍為聯賽總冠軍（Champion），常規賽冠軍為優勝隊（Premier），總冠軍的榮譽比常規賽冠軍更高，唯只有常規賽冠軍有資格參加下一年度的亞洲聯賽冠軍盃精英聯賽。
每支球隊可以招募 20 到 23 位球員，唯每隊必招募兩位年輕球員（20 歲以下），並且有相當比例的球員是來自澳洲；此外澳大利亞足球協會禁止球隊薪金總額高於澳幣 260 萬元，同時間每位球員薪水也不能少於 55,000 澳幣；但可有一名傑出球員（marquee player）的薪金可以不編入薪金總額內，通常傑出球員薪水為最高，因此球隊沒有人可以像歐洲球星擁有高薪，但是相對的球隊財政也不會像在歐洲足球聯賽的球隊問題嚴重，同時封閉會員制度，不必擔心自己的實力問題。歷年情形如下表。
| 賽季    | 傑出球員 | 澳洲傑出球員 | 青年球員 | 成熟新球員 | 薪金上限   | 薪金下限                   |
| ------- | -------- | ------------ | -------- | ---------- | ---------- | -------------------------- |
| 2005–06 | 1        | 否           | 否       | 否         | $1,500,000 |                            |
| 2006–07 | 1        | 否           | 否       | 否         | $1,600,000 |                            |
| 2007–08 | 1        | 否           | 否       | 否         | $1,800,000 |                            |
| 2008–09 | 1        | 1            | 否       | 否         | $1,900,000 |                            |
| 2009–10 | 1        | 1            | 否       | 否         | $2,250,000 |                            |
| 2010–11 | 1        | 1            | 1        | 否         | $2,350,000 |                            |
| 2011–12 | 1        | 1            | 1        | 否         | $2,400,000 |                            |
| 2012–13 | 1        | 1            | 1        | 否         | $2,468,000 | $48,000                    |
| 2013–14 | 1        | 1            | 1        | 否         | $2,500,000 | $50,000                    |
| 2014–15 | 1        | 1            | 1        | 否         | $2,550,000 | $51,000                    |
| 2015–16 | 2        | 2            | 1        | 1          | $2,600,000 | $55,000                    |
| 2016–17 | 3        | 3            | 1        | 1          | $2,650,000 | $55,715                    |
| 2017–18 | 2        | 2            | 1        | 1          | $2,928,000 | $61,287                    |
| 2018–19 | 2        | 2            | 1        | 1          | $3,063,000 | $64,113                    |
| 2019–20 | 2        | 2            | 1        | 否         | $3,200,000 | U/20: $47,792 20+: $64,113 |

## 澳洲杯 （Australia Cup）
在2021年前，稱為澳洲足協杯（FFA Cup），它是每年聯賽之前給各職業俱樂部一個鍛煉隊伍的機會。澳職聯上賽季前八名的球隊自動進入32強，而其餘四支球隊需要進行淘汰賽以爭取最後兩個澳職聯出線名額。由於大部分澳職聯球場多為多功能（夏天時舉行足球賽，而冬天為澳式足球或橄欖球），因此通常澳洲杯都使用城市以外的體育場。在2022年澳洲足協杯正式更名澳洲杯。冠軍由麥克阿瑟勝出，並獲得明年亞洲冠軍聯賽資格賽的名額。

## 參賽球隊
聯賽現時共有 13 支球隊，來自澳洲和紐西蘭的不同地區。當中 3 隊阿德萊德聯、紐卡素噴射機和珀斯光輝比澳職聯還要早成立。
有別於其他國家的足球聯賽，澳職聯並沒有升降班制度，其運作模式與澳洲和北美其他職業體育聯賽（如美國職業足球大聯盟）比較相似。
代表奧克蘭的新西蘭騎士隊於2007年解散，而同樣來自紐西蘭的威靈頓鳳凰則於同年加盟澳職聯。至於北昆士蘭風暴因財困問題，被主辦當局於2011年3月1日勒令退出。
2019年，西部聯加盟澳職聯；2020年，麥克阿瑟加盟澳職聯；2024年，新西蘭的奧克蘭FC亦會加盟，將成為澳職創辦以來第3支的新西蘭球隊。

### 參賽球隊
| 現有球隊       | 現有球隊                     | 現有球隊           | 現有球隊 | 現有球隊 | 現有球隊 |
| 隊伍           | 城市                         | 球場               | 人數     | 成立     | 加入     |
| -------------- | ---------------------------- | ------------------ | -------- | -------- | -------- |
| 阿德萊德聯     | 阿德莱德, 南澳大利亞州       | 庫珀斯球場         | 16,500   | 2003     | 2005     |
| 奧克蘭FC       | 奧克蘭, 紐西蘭               | 斯馬特山球場       | 25,000   | 2023     | 2024     |
| 布里斯班獅吼   | 布里斯班, 昆士蘭州           | 布里斯本體育場     | 52,500   | 1957     | 2005     |
| 中岸水手       | 戈斯福德, 新南威爾士州       | 中岸球場           | 20,059   | 2004     | 2005     |
| 麥克阿瑟FC     | 金寶鎮市, 悉尼, 新南威爾士州 | 金寶鎮球場         | 20,000   | 2017     | 2020     |
| 墨爾本城       | 墨爾本, 維多利亞州           | AAMI 公園球場      | 30,050   | 2009     | 2010     |
| 墨爾本勝利     | 墨爾本, 維多利亞州           | AAMI 公園球場      | 30,050   | 2004     | 2005     |
| 紐卡斯爾噴射機 | 紐卡斯爾, 新南威爾士州       | 麥當勞琼斯球場     | 33,000   | 2000     | 2005     |
| 珀斯光輝       | 珀斯, 西澳大利亞州           | 伯斯矩形體育場     | 20,500   | 1995     | 2005     |
| 悉尼FC         | 悉尼, 新南威爾士州           | 安聯球場           | 42,500   | 2004     | 2005     |
| 威靈頓鳳凰     | 惠靈頓, 紐西蘭               | 西太平洋銀行體育場 | 34,500   | 2007     | 2007     |
| 西悉尼流浪者   | 巴拉馬打, 悉尼, 新南威爾士州 | 西雪梨體育場       | 30,000   | 2012     | 2012     |
| 西部聯         | 雲登市, 墨爾本, 維多利亞州   | AAMI 公園球場      | 30,050   | 2017     | 2019     |

| 已解散球隊   | 已解散球隊     | 已解散球隊     | 已解散球隊 | 已解散球隊 | 已解散球隊 | 已解散球隊 |
| 隊伍         | 城市           | 球場           | 人數       | 成立       | 加入       | 解散       |
| ------------ | -------------- | -------------- | ---------- | ---------- | ---------- | ---------- |
| 黃金海岸聯   | 昆士蘭黄金海岸 | 羅賓納體育場   | 27,400     | 2008       | 2009       | 2012       |
| 紐西蘭騎士   | 紐西蘭奧克蘭   | 北港灣體育場   | 25,000     | 1998       | 2005       | 2007       |
| 北昆士蘭風暴 | 昆士蘭湯斯維爾 | 乳品農場體育場 | 26,500     | 2008       | 2009       | 2011       |

## 歷屆常規賽及總冠軍
| 球季    | 季前挑戰盃 | 常規賽       | 常規賽       | 季後賽       | 季後賽       |
| 球季    | 季前挑戰盃 | 常規賽冠軍   | 常規賽亞軍   | 總冠軍       | 總亞軍       |
| ------- | ---------- | ------------ | ------------ | ------------ | ------------ |
| 2005–06 | 中岸水手   | 阿德萊德聯   | FC悉尼       | FC悉尼       | 中岸水手     |
| 2006–07 | 阿德萊德聯 | 墨爾本勝利   | 阿德萊德聯   | 墨爾本勝利   | 阿德萊德聯   |
| 2007–08 | 阿德萊德聯 | 中岸水手     | 紐卡素噴射機 | 紐卡素噴射機 | 中岸水手     |
| 2008–09 | 墨爾本勝利 | 墨爾本勝利   | 阿德萊德聯   | 墨爾本勝利   | 阿德萊德聯   |
| 2009–10 | 停辦       | FC悉尼       | 墨爾本勝利   | FC悉尼       | 墨爾本勝利   |
| 2010–11 | 停辦       | 布里斯班獅吼 | 中岸水手     | 布里斯班獅吼 | 中岸水手     |
| 2011–12 | 停辦       | 中岸水手     | 布里斯班獅吼 | 布里斯班獅吼 | 珀斯光輝     |
| 2012–13 | 停辦       | 西悉尼流浪者 | 中岸水手     | 中岸水手     | 西悉尼流浪者 |
| 2013–14 | 停辦       | 布里斯班獅吼 | 西悉尼流浪者 | 布里斯班獅吼 | 西悉尼流浪者 |
| 2014–15 | 停辦       | 墨爾本勝利   | FC悉尼       | 墨爾本勝利   | FC悉尼       |
| 2015–16 | 停辦       | 阿德萊德聯   | 西悉尼流浪者 | 阿德萊德聯   | 西悉尼流浪者 |
| 2016–17 | 停辦       | FC悉尼       | 墨爾本勝利   | FC悉尼       | 墨爾本勝利   |
| 2017–18 | 停辦       | FC悉尼       | 紐卡素噴射機 | 墨爾本勝利   | 紐卡素噴射機 |
| 2018–19 | 停辦       | 珀斯光輝     | FC悉尼       | FC悉尼       | 珀斯光輝     |
| 2019–20 | 停辦       | FC悉尼       | 墨爾本城     | FC悉尼       | 墨爾本城     |
| 2020–21 | 停辦       | 墨爾本城     | FC悉尼       | 墨爾本城     | FC悉尼       |
| 2021–22 | 停辦       | 墨爾本城     | 墨爾本勝利   | 西部聯       | 墨爾本城     |
| 2022–23 | 停辦       | 墨爾本城     | 中岸水手     | 中岸水手     | 墨爾本城     |
| 2023–24 | 停辦       | 中岸水手     | 威靈頓鳳凰   | 中岸水手     | 墨爾本勝利   |
| 2024–25 | 停辦       | 奧克蘭FC     | 墨爾本城     | 墨爾本城     | 墨爾本勝利   |

## 亞冠成績
自2006年，澳洲成功加入亞足聯（AFC），澳洲球會也於2007年開始參賽亞足聯冠軍聯賽。
| 球季      | 代表隊 1     | 代表隊 1 | 代表隊 2     | 代表隊 2 | 代表隊 3     | 代表隊 3     |
| 球季      | 球隊         | 成績     | 球隊         | 成績     | 球隊         | 成績         |
| --------- | ------------ | -------- | ------------ | -------- | ------------ | ------------ |
| 2007年    | FC悉尼       | 小组第2  | 阿德萊德聯   | 小组第3  | 不適用       | 不適用       |
| 2008年    | 墨爾本勝利   | 小组第2  | 阿德萊德聯   | 亞軍     | 不適用       | 不適用       |
| 2009年    | 中岸水手     | 小組第4  | 紐卡素噴射機 | 十六強   | 不適用       | 不適用       |
| 2010年    | 墨爾本勝利   | 小組第4  | 阿德萊德聯   | 十六強   | 不適用       | 不適用       |
| 2011年    | FC悉尼       | 小組第3  | 墨爾本勝利   | 小組第4  | 不適用       | 不適用       |
| 2012年    | 布里斯班獅吼 | 小組第3  | 中岸水手     | 小組第3  | 阿德萊德聯   | 八強         |
| 2013年    | 中岸水手     | 十六強   | 布里斯班獅吼 | 外圍賽   | 不適用       | 不適用       |
| 2014年    | 西悉尼流浪者 | 冠軍     | 中岸水手     | 小組第4  | 墨爾本勝利   | 小組第3      |
| 2015年    | 布里斯班獅吼 | 小組第3  | 西悉尼流浪者 | 小組第3  | 中岸水手     | 附加賽圈     |
| 2016年    | 墨爾本勝利   | 十六強   | FC悉尼       | 十六強   | 阿德萊德聯   | 附加賽圈     |
| 2017年    | 阿德萊德聯   | 小組賽   | 西悉尼流浪者 | 小組賽   | 布里斯班獅吼 | 小組賽       |
| 2018年    | FC悉尼       | 小組賽   | 墨爾本勝利   | 小組賽   | 布里斯班獅吼 | 外圍賽第二圈 |
| 2019年    | FC悉尼       | 小組賽   | 墨爾本勝利   | 小組賽   | 紐卡素噴射機 | 附加賽圈     |
| 2020年    | 珀斯光輝     | 小組賽   | FC悉尼       | 小組賽   | 墨爾本勝利   | 十六強       |
| 2021年    | FC悉尼       | 退出     | 墨爾本城     | 退出     | 布里斯班獅吼 | 退出         |
| 2022年    | FC悉尼       | 小組賽   | 墨爾本城     | 小組賽   | 不適用       | 不適用       |
| 2023–24年 | 墨爾本城     | 小組賽   | 不適用       | 不適用   | 不適用       | 不適用       |
| 2024–25年 | 中央海岸水手 | 小組賽   | 不適用       | 不適用   | 不適用       | 不適用       |

## 過往發展
2009–10球季內，澳超聯有 2 支新球隊加入，它們分別為黃金海岸聯及北昆士蘭風暴，令參賽隊伍數目會由當時的8隊增加至10隊。

## 未來展望
除了這些還有擴增隊伍的必要，因為亞洲冠軍聯賽每個國家最多的參賽席位數，為該個頂級聯賽數目中的三分一，而因為澳甲聯中只有十一隊是真正位於澳洲境內，所以澳洲聯賽排名不管在第幾位，最多只可派出三隊參賽，如2017年亞冠聯賽無法以2+2的方式派隊參賽。也因此澳甲聯於2010年代初中旬起邀請澳洲各地的地方聯賽及新西蘭球隊投標加盟澳職，以達到「滿額參賽」的理想。

## 電視直播
2006年，FOX Sports电视台花費 1.2 億澳元購買了澳大利亞國家足球隊與甲級足球聯賽的轉播權，因此澳大利亞足球協會將獲得建設澳洲足球和幫助各等級聯賽球隊的援助資金。
2008年8月，香港的有線電視購得澳超聯在港澳地區的獨家播映權，並安排在有線球彩台於每週提供兩至五場的足球直播。2011年8月，新增的hd203體育頻道也會同步以高清技術直播賽事。自2013年起，有線寬頻官方網站更提供相關賽事的免費網上直播。從2014年球季開始更提供直播相關聯賽足總盃的賽事。
2021年1月起，香港的無綫電視購得澳職聯在港澳地區的獨家播映權，並安排在無綫財經 體育 資訊台於每週提供一場的足球直播。而在22/23賽季增至每周兩場。如果當日直播足球賽事為賽馬日，當日會改為J2直播。而2024年4月22日起，J2、無綫財經 體育 資訊台合併為TVB Plus的關係，所有賽事改由TVB Plus播出。